# Barton Warren Evermann
Barton Warren Evermann (Condado de Monroe (Iowa), 1853 - Berkeley (California), 1932) fue un ictiólogo estadounidense. Trabajó como educador, científico y como director de la Academia de Ciencias de California. La familia de Evermann se mudó a Indiana cuando aún era un niño y fue allí donde creció, completó su educación y se casó.

## Biografía científica
Evermann comenzó su carrera científica bajo la tutela del biólogo David Starr Jordan. En 1878 se unió a Jordan y a un grupo de otros estudiantes en un viaje extenso de exploración de la ictiofauna desde Kentucky hasta Georgia. Evermann no comenzó su educación formal bajo Jordan hasta su regreso a Indiana en 1881, cuando Jordan era ahora presidente de la Universidad de Indiana, se inscribió como estudiante allí graduándose em 1886 y doctorándose en1891. Muchas de las primeras publicaciones de Evermann tratan de ornitología, pero bajo la influencia de Jordan Evermann pronto tomó la ictiología como su especialidad. Más tarde pasaron a ser coautores de numerosas publicaciones.
Tras trabajar en varias instituciones, pasó a ser director de la Academia de Ciencias de California, cargo que ostentó hasta su muerte en 1932. Como director, Evermann desempeñó un papel importante en la reestructuración de las exposiciones del museo en torno a los grupos de hábitat, estableciendo el acuario Steinhart y en la adquisición de varias colecciones de ejemplares importantes, incluida la colección de peces de la Universidad de Indiana, que fue transferida en 1929, siendo también muy activo en el campo de la conservación.

## Abreviatura (zoología)
La abreviatura Evermann  se emplea para indicar a Barton Warren Evermann como autoridad en la descripción y taxonomía en zoología.